# Водяник

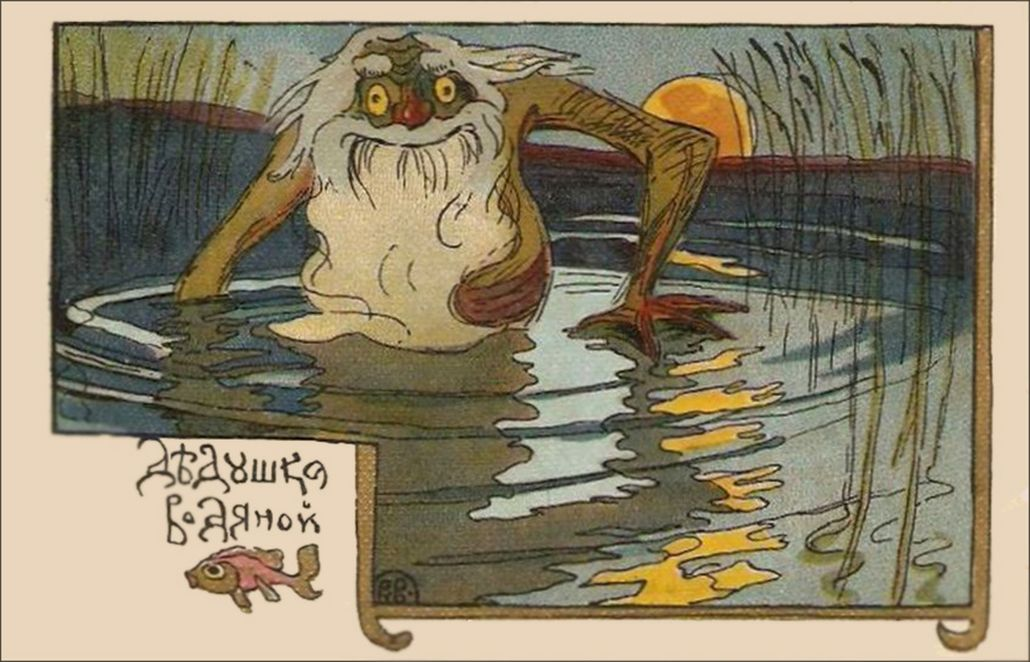
«Дідусь водяник», художника В. В. Владимирова.

Водяни́к — у слов'янській міфології злий дух, втілення водної стихії як негативного й небезпечного явища.

## Образ водяника
Водяник уявлявся в подобі діда, покритого мулом та лускою, що має бороду і волосся з водоростей, іноді з хвостом і крилами. Часом вважався схожим на людину з зеленим або чорним волоссям. Був здатний перетворюватися на сома, козла, собаку, качура тощо. Йому приписувалася влада над рибами та іншими водними тваринами й русалками. За різними переказами, місце проживання водяника — або корчі та вири, або кришталевий палац, схований на дні. Водяник міг розливати річки, ламати греблі й водяні млини, топити худобу та людей, перевертати човни, гасити розпалені на берегах вогнища. Особливо небезпечним вважався час після заходу сонця та на Івана Купала, коли цей дух затягує людей під воду. Крім того, його жертвами ставали п'яниці. Втонулі у воді хлопці, згідно з народними віруваннями, ставали слугами водяника, а дівчата — русалками.
Подібні персонажі — фараонки, котрі уявлялися як напівлюди, напівриби. Згідно з переказами, це колишнє військо фараона, що переслідувало Мойсея та було поглинуте водами, котрі той розвів, щоби вивести з Єгипту євреїв.
Рибалки задобрювали водяника, кидаючи у воду частування — хліб, варену рибу, сіль, горілку, тютюн. Часто йому віддавали частину першого влову. Вважалося, що коли людина тоне, то її небезпечно рятувати, бо водяник обрав її собі за жертву й може забрати й інших. На Микиту (16 квітня) йому віддавали в жертву кобилу, а на Микиту-гусаря (28 вересня) жертвували гусака. Також ушановували на Петрів день (12 квітня). Мельники захищалися від водяника, носячи шкуру чорного козла, що нібито відлякує його.